# Carrie Prejean
Caroline “Carrie” Michelle Prejean (født 13. maj 1987 i San Diego, Californien) er en amerikansk model, skønhedsdronning og forfatter.

## Tidlige liv
Prejean blev født i San Diego, Californien. Hendes forældre blev skilt i 1988. Hendes mor er italiensk-amerikansk. Hun voksede op i en evangelisk kristen husstand i Vista, Californien.
Prejean dimitterede i 2005 og studerede på en evangelisk privatskole i El Cajon, Californien, hvor hun arbejdede med børn med udviklingsforstyrrelser. Hun studerede til at blive lærer.

## Karriere
I 2007 konkurrerede hun i Miss California USA 2008-konkurrence. Prejean vendte tilbage året efter og vandt Miss California USA 2009-titlen. Prejean konkurrerede nationalt den 19. april 2009 i Miss USA 2009-konkurrencen i Las Vegas, Nevada. Her blev Prejeans svar på sidste spørgsmål genstand for kontrovers. Prejean blev spurgt af dommer Perez Hilton, der er homoseksuel, om alle amerikanske stater skal legalisere homovielse. Prejean svarede, at hun mente, at ægteskab skal være mellem en mand og en kvinde.

## Privatliv
Prejean blev gift den 2. juli 2010 Oakland Raiders-quarterback Kyle Boller i San Diego. De annoncerede den 11. november 2010, at de ventede et barn i maj 2011. Deres første barn blev født den 11. maj 2011, en pige ved navn Grace Christina.